# 霞ヶ関駅 (埼玉県)
霞ヶ関駅（かすみがせきえき）は、埼玉県川越市霞ケ関東一丁目にある、東武鉄道東上本線の駅である。駅番号はTJ 23。副駅名は「東京国際大学前」。

## 年表
- 1916年（大正05年）10月27日：的場駅として開業[1][3]。
- 1930年（昭和05年）01月14日：霞ヶ関駅に改称[3]。
- 2005年（平成17年）11月16日：橋上駅舎供用開始。
- 2006年（平成18年）07月15日：北口および北口広場の供用開始。
- 2013年（平成25年）09月30日：定期券売り場を廃止。
- 2016年（平成28年）02月01日：副駅名「東京国際大学前」を導入[2]。
- 2023年（令和05年）03月18日：ダイヤ改正により、快速急行の停車駅となる[4]。

## 駅構造
島式ホーム1面2線の地上駅で、橋上駅舎を有している。
定期券売場が設置されていたが、前述の通り廃止された。また、ホーム上には売店「access」があったが、2017年10月19日を以って閉店した。改札階とホーム、北口・南口との間は階段のほかエスカレーター・エレベーターにより連絡している。
かつての駅舎は2階建てで、ホームとは地下通路で連絡していた。2005年に現行の橋上駅舎の供用を開始し、2006年には新たに北口が開設された。南口側には駅ビルが建設された。

### のりば
| 番線 | 路線   | 方向 | 行先       |
| ---- | ------ | ---- | ---------- |
| 1    | 東上線 | 下り | 小川町方面 |
| 2    | 東上線 | 上り | 池袋方面   |

## 利用状況
2024年度の1日平均乗降人員は24,277人である。
近年の1日平均乗降人員および乗車人員の推移は下記の通り。
| 年度               | 1日平均 乗降人員 | 1日平均 乗車人員 | 出典       |
| ------------------ | ---------------- | ---------------- | ---------- |
| 1990年（平成02年） | 33,641           | 17,049           |            |
| 1991年（平成03年） | 35,217           | 17,785           |            |
| 1992年（平成04年） | 36,415           | 18,405           |            |
| 1993年（平成05年） | 36,849           | 18,609           |            |
| 1994年（平成06年） | 37,063           | 18,722           |            |
| 1995年（平成07年） | 37,658           | 18,576           |            |
| 1996年（平成08年） | 36,731           | 18,131           |            |
| 1997年（平成09年） | 35,415           | 17,473           |            |
| 1998年（平成10年） | 34,404           | 16,994           |            |
| 1999年（平成11年） | 33,429           | 16,389           | [ * 1 ]    |
| 2000年（平成12年） | 32,980           | 16,292           | [ * 2 ]    |
| 2001年（平成13年） | 31,955           | 15,837           | [ * 3 ]    |
| 2002年（平成14年） | 31,393           | 15,553           | [ * 4 ]    |
| 2003年（平成15年） | 30,518           | 15,102           | [ * 5 ]    |
| 2004年（平成16年） | 30,145           | 14,921           | [ * 6 ]    |
| 2005年（平成17年） | 29,522           | 14,587           | [ * 7 ]    |
| 2006年（平成18年） | 29,031           | 14,325           | [ * 8 ]    |
| 2007年（平成19年） | 28,827           | 14,328           | [ * 9 ]    |
| 2008年（平成20年） | 29,006           | 14,451           | [ * 10 ]   |
| 2009年（平成21年） | 28,801           | 14,385           | [ * 11 ]   |
| 2010年（平成22年） | 28,762           | 14,379           | [ * 12 ]   |
| 2011年（平成23年） | 28,579           | 14,264           | [ * 13 ]   |
| 2012年（平成24年） | 29,237           | 14,592           | [ * 14 ]   |
| 2013年（平成25年） | 29,686           | 14,827           | [ * 15 ]   |
| 2014年（平成26年） | 28,817           | 14,400           | [ * 16 ]   |
| 2015年（平成27年） | 29,448           | 14,727           | [ * 17 ]   |
| 2016年（平成28年） | 29,854           | 15,002           | [ * 18 ]   |
| 2017年（平成29年） | 30,046           | 15,089           | [ * 19 ]   |
| 2018年（平成30年） | 29,962           | 15,022           | [ * 20 ]   |
| 2019年（令和元年） | 29,021           | 14,541           | [ * 21 ]   |
| 2020年（令和02年） | 17,892           | 8,964            | [ * 22 ]   |
| 2021年（令和03年） | 22,214           | 11,129           | [ 東武 3 ] |
| 2022年（令和04年） | 24,540           | 12,288           | [ 東武 4 ] |
| 2023年（令和05年） | 25,039           | 12,530           | [ 東武 5 ] |
| 2024年（令和06年） | 24,277           | 12,151           | [ 東武 1 ] |

## 駅周辺

### 南口
- 駅ビル - クリエイトSDなどが入居。
- 的場駅（JR東日本川越線）
- くらづくり本舗
- 川越警察署霞ヶ関駅前交番
- 東武かすみ自動車教習所
- 東京国際大学
- 川越霞ヶ関北郵便局
- 川越市役所霞ヶ関北出張所

### 北口
- 日本キリスト教会神学校
- 川越西文化会館（メルト）
- 名細郵便局
- ヤオコー川越霞ヶ関店
- 霞ヶ関高等学校・国際情報経済専門学校

### コミュニティバス
乗り場は北口側にある。（20系統は当駅の南口も経由する。）
- 市内循環バス「川越シャトル」（12月29日から翌年1月3日までは運休）
  - 東武バスウエスト
    - [10系統] 鶴ヶ島駅西口行き
    - [20系統] 川越駅西口行き

  - イーグルバス
    - [11系統] 西後楽会館行き

## 駅名の由来
当駅周辺はその昔、鎌倉街道にあったとされる「霞ヶ関」にちなみ、明治時代に町村制が施行されて入間郡『霞ヶ関村』となった。ところが、駅は当初川越藩の的場があったとされた場所に設置されたことから、当時の地名を取って『的場駅』と命名された。
その後、1929年（昭和4年）に霞ヶ関カンツリー倶楽部ができたことに伴い、1930年（昭和5年）に駅名を『霞ヶ関駅』に改称した。
東京都千代田区霞が関にある「霞ケ関駅」と間違えられる場合があるが、当駅の方が歴史は古く、早くから「霞ヶ関駅」を名乗っている。しかし、混同を防ぐために住宅・商業広告などでは敢えて「東武霞ヶ関駅」と表現されることがある。また、有人改札の窓口には「東京都の霞ケ関駅ではありません」といった内容の案内板が設置されている。

## その他
かつては当駅より埼玉県営鉄道が分岐していた。川砂利運搬用の専用鉄道で、1957年（昭和32年）に廃止となった。近くを走るJR川越線の的場駅 - 西川越駅にわずかな遺構（廃止前はJR川越線と立体交差する箇所があり、その名残がわずかに残っている）があるが、それ以外に痕跡はない。

## ギャラリー

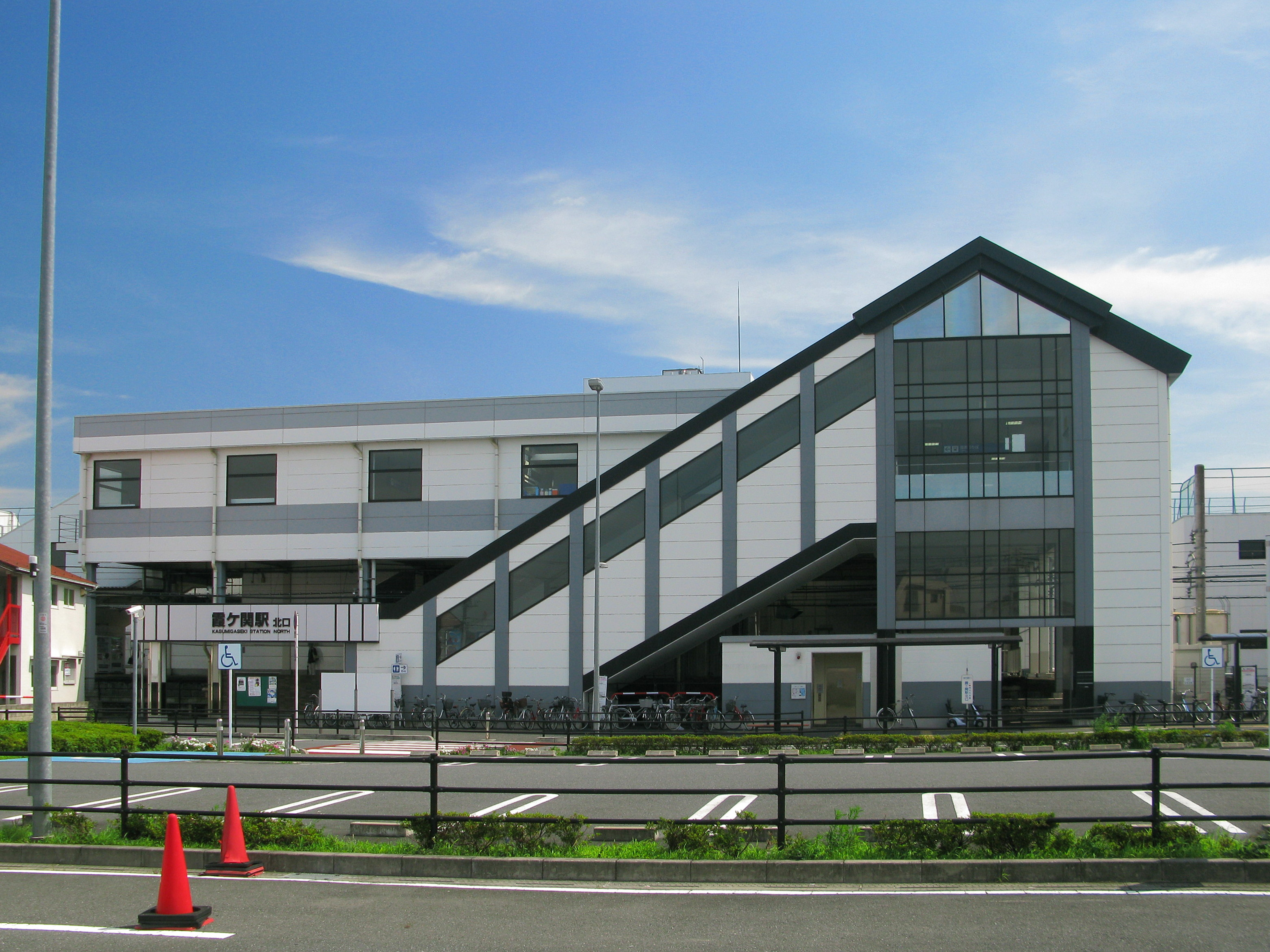
北口（2012年7月）
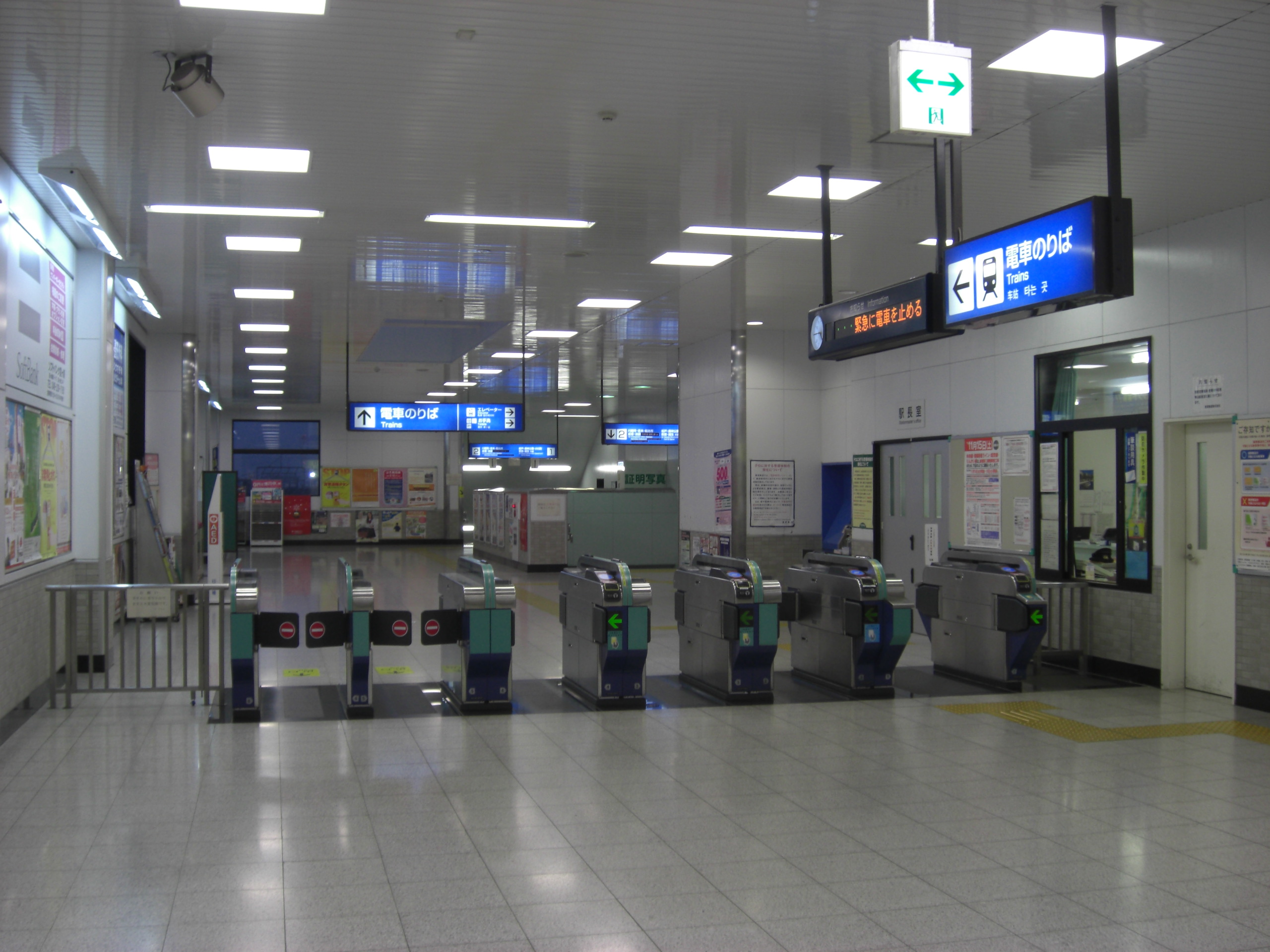
改札口（2008年11月）
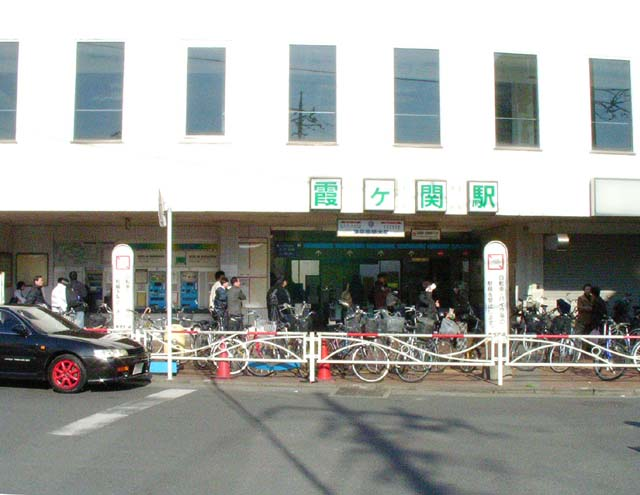
旧駅舎（2004年12月）

## 隣の駅
東武鉄道
 東上本線
■TJライナー・■川越特急
通過
■快速急行・■急行・■準急・□普通
川越市駅 (TJ 22) - 霞ヶ関駅 (TJ 23) - 鶴ヶ島駅 (TJ 24)